# Наследство казначея Стамбула (фильм, 1962)
«Наследство казначея Стамбула» (другое название — «Золотой человек») (венг. Az aranyember) — венгерский художественный фильм режиссёра Виктора Гертлера, снятый в 1962 году на киностудии «Hunnia Filmgyar».
Экранизация романа Мора Йокаи «Золотой человек».
Премьера фильма состоялась 13 декабря 1962 года.

## Сюжет
Михай Тимар работает шкипером грузового судна «Святая Варвара», курсирующего по Дунаю. Однажды, один из пассажиров вызывает Михая, и говорит ему, что его настоящее имя Али Чорбаджи и что он был главным казначеем турецкого султана. Правитель решил забрать его имущество, а дочь казначея прекрасную Тимею отправить в свой гарем. Поэтому, вместе с Тимеей, захватив огромные сокровища, он бежит от султана. Спасаясь от погони, он принял яд, чтобы запутать следы и спасти жизнь своей дочери. Умирающий предлагает Тимару руку Тимеи. Михай женится на ней.
Тимар не сразу решается преступить черту и завладеть чужим. Голос совести твердит ему: «Коль богат — значит, вор». Но искушение оказывается сильнее, и с той минуты Михай меняется, становится жёстким и прагматичным. Умело управляя состоянием своей жены, становиться богачём. Разбогатев, Тимар разрывается между требованиями буржуазной цивилизации и идеалом свободы, старается замолить грехи: помогает беднякам, строит больницы. В конце концов Тимар оказывается на острове, где живут вольные люди, где он тоже может жить свободно и спокойно. Но «золотой человек» уже не в силах побороть себя…

## В ролях
- Илона Береш — Тимея
- Андраш Чорба — Михай Тимар
- Эва Аг — молодая женщина
- Андраш Амбруш
- Илона Андраши
- Петер Барань
- Фридьеш Барань
- Бела Барши — Сирил Сидорович
- Золтан Башилидеш — Янош Фабула, рулевой
- Иштван Веленцеи
- Хильда Гобби — жена Бразовича
- Дьёрдь Гонда
- Золтан Грегуш — Атанас Бразович
- Анн Делёз
- Арпад Дьенге
- Карой Ковач — министр
- Юси Комлош — мать Терезы
- Марианна Кренчеи — Атали, дочь Бразовичей
- Золтан Латинович — Тодор Кристиан
- Эдит Мольнар
- Шандор Пети
- Илдико Печи — Ноэми
- Иштван Прокаи
- Рудольф Ромханьи
- Розина Рошетт
- Эрнё Сабо — Али Чорбаджи
- Ласло Ференц
- Ласло Хлатки
- Бёске Шандор
- Имре Шарлаи
- Шандор Шименфалви
- Нуши Шомодьи
- Имре Шураньи
- Frigyes Lamb — Имре Качука